# Рилска книжовна школа
Рилската книжовна школа е средновековна и възрожденска, наследница едновременно на Охридската, Търновската, Рашката и Ресавската книжовни школи.

## Представители (хронология –нишката на Ариадна)
1. Андриан Раменски
2. Владислав Граматик
3. Димитър Кантакузин
4. Мардарий
5. Йосиф Брадати
6. Йеромонах Йеротей
7. Йеромонах Севастиан
8. Йеросхимонах Спиридон
9. Неофит Рилски
10. Йеромонах Хаджи Агапи